# Survivor Series (1987)
Survivor Series (1987) – pierwsza gala pay-per-view z cyklu gal Survivor Series, która została wyprodukowana przez World Wrestling Federation (WWF). Miała miejsce w Święto Dziękczynienia, 26 listopada 1987 w Richfield Coliseum w Richfield Township, Ohio.
Walką wieczoru był Survivor Series match, gdzie drużyna André the Gianta pokonała drużynę Hulka Hogana, kiedy to André wyeliminował członka drużyny Hogana, Bam Bam Bigelowa, zostając pierwszą osobą w historii Survivor Series, która jako jedyna przetrwała w Survivor Series matchu. Reszta karty była wypełniona Survivor Series matchami, gdzie między innymi drużyna Randy’ego Savage’a pokonała drużynę The Honky Tonk Mana, a także drużyna The Fabulous Moolah pokonała drużynę Sensational Sherri. W karcie pojawił się również 10-man tag team elimination match, gdzie Strike Force i ich współtowarzysze pokonali drużynę The Hart Foundation.

## Rozwój
Gala została zatwierdzona w kalendarzu PPV po sukcesie marketingowym rywalizacji Hulka Hogana z André the Giantem. Vince McMahon zagroził firmom telewizyjnym, które emitowały galę Starrcade od federacji NWA (i miało być emitowane również w Święto Dziękczynienia), że jeśli nie wyemitują gali Survivor Series to nie otrzymają praw do emitowania WrestleManii IV. W wyniku tego, większość dostawców postanowiła wyemitować Survivor Series.

## Przygotowania

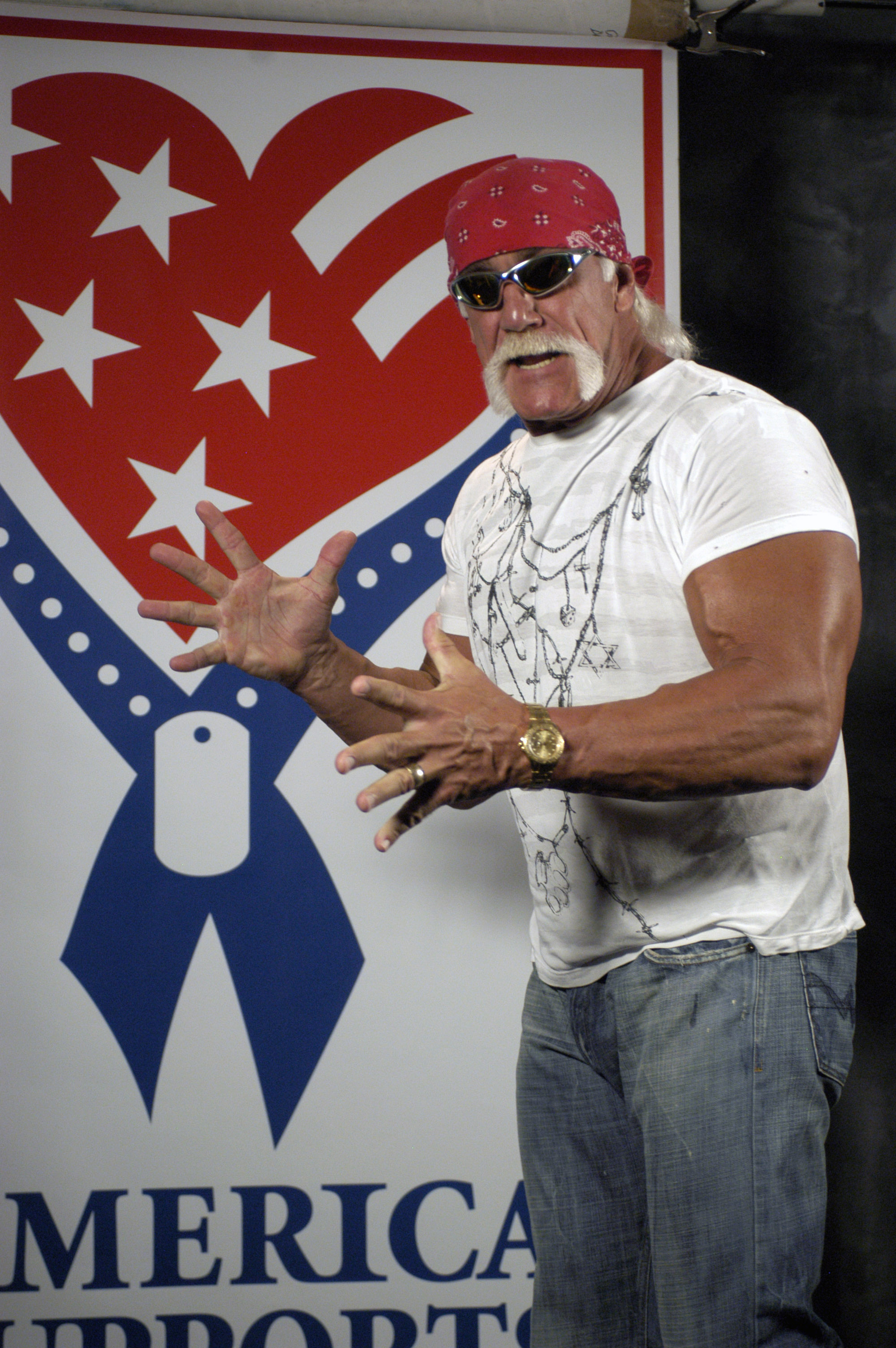
WWF Champion Hulk Hogan, który rywalizował z André the Giantem

W głównej rywalizacji prowadzącej do Survivor Series brali udział André the Giant, One Man Gang, King Kong Bundy, Butch Reed i Rick Rude oraz ich rywale: Hulk Hogan, Paul Orndorff, Don Muraco, Ken Patera i Bam Bam Bigelow. W styczniu 1987, Hogan został nagrodzony trofeum za bycie trzy lata WWF Championem, zaś największy przyjaciel Hogana, André, otrzymał o wiele mniejsze trofeum za bycie niepokonanym w WWF przez 15 lat. Hogan pogratulował jego przyjacielowi i powiedział, że André jest prawdziwym mistrzem wszystkich supergwiazd WWF. André zaskakująco opuścił ring, zanim Hogan zakończył swoją przemowę. W lutym, André zaprezentował swojego nowego menadżera, Bobby’ego Heenana. Kiedy Hogan się o tym dowiedział, błagał go, aby porzucił on Heenana jako menadżera, gdyż Heenan był dotąd długoletnim rywalem Hogana. André powiedział, że żąda walki z Hoganem o tytuł WWF na WrestleManii. Następnie porwał koszulkę Hogana i zniszczył złoty łańcuszek, przechodząc tym samym heelturn. Ostatecznie Hogan pokonał André w historycznej walce na WrestleManii, broniąc tym samym tytułu. Podczas meczu, Hulk pobił rekord wykonywania scoop slamu na najcięższym przeciwniku (André ważył 240 kg). 22 sierpnia 1987 na Prime Time Wrestling, Paul Orndorff zwolnił Bobby’ego Heenana jako swojego menadżera kiedy dowiedział się, że Heenan chce zastąpić swojego Orndorffa nowym wrestlerem, Rick Rudem. Orndorff wyznaczył Olivera Humperdinka jako swojego menadżera w rywalizacje z Rudem. Superstar Billy Graham wziął udział w feudzie z Butch Reedem, kulminując to w mecz pomiędzy ową dwójką. One Man Gang zainterweniował w walce, gdzie zaatakował Grahama big splashem na betonowej podłodze. Don Muraco przybył na ratunek Grahamowi i Graham, który miał brać udział w pierwszym Survivor Series matchu, przeszedł na wrestlingową emeryturę przez atak One Man Ganga. Graham został zastąpiony przez Muraco. Ken Patera dołączył do feudu z Bobbym Heenanem i The Heenan Family przechodząc faceturn i będąc wybranym przez Hogana jako czwarty członek drużyny. Wielu heelowych menadżerów chciało towarzyszyć Bam Bam Bigelowowi, lecz Bigelow wybrał Olivera Humperdinka jako menadżera w jego debiucie, przechodząc tym samym faceturn. Został później kolejnym członkiem drużyny Hogana.
Randy Savage był heelem począwszy od jego debiutu w WWF w wakacje 1985 roku. Przeszedł faceturn w późniejszej części 1987 po tym, jak WWF Intercontinental Champion The Honky Tonk Man uznał siebie za najlepszego posiadacza owego tytułu. Doprowadziło to do rywalizacji pomiędzy Savage’em i Honky Tonk Manem, prowadząc do faceturnu Savage’a. 3 października 1987 na Saturday Night’s Main Event, Savage walczył z Honky o tytuł i wygrał przez dyskwalifikację. Tytuł zatrzymał Honky, gdyż nie zmienia posiadacza przez dyskwalifikację. Harley Race wygrał turniej King of the Ring i żądał, aby go określać mianem króla, a dodatkowo zaczął nosić koronę i królewski płaszcz. Jim Duggan nie zgodził się z tym i rozpoczął rywalizację z Racem, gdzie Duggan wygrywał większość spotkań. Jake Roberts również rywalizował z Honky Tonk Manem po tym, jak Honky trafił Robertsa gitarą na edycji segmentu Snake Pit, finalizując faceturn Robertsa. Walka została zabookowana na Survivor Series, gdzie Savage, Roberts, Ricky Steamboat (którego Honky Tonk pokonał wygrywając tytuł Intercontinental), Brutus Beefcake i Duggan zawalczyli przeciwko Honky Tonk Menowi, Herculesowi, Danny’emu Davisowi, Ron Bassowi i Race’owi.
Główną rywalizacją w dywizji tag team był pomiędzy face'owymi Strike Force i heelowymi Hart Foundation. Tito Santana i Rick Martel utworzyli Strike Force w wakacje 1987 po tym, jak Santana uratował Martela od ataku The Islanders. Strike Force szybko stało się głównymi pretendentami do WWF Tag Team Championship, które posiadali Hart Foundation (Bret Hart i Jim Neidhart). 28 października 1987, Strike Force wygrało tytuły, gdy Neidhart odklepał po Boston crabie Martela.

## Gala
Pierwszą walką pierwszego w historii Survivor Series był Survivor Series elimination match. W walce brali udział Randy Savage, Jake Roberts, Ricky Steamboat, Brutus Beefcake i Jim Duggan kontra WWF Intercontinental Champion The Honky Tonk Man, Hercules, Danny Davis, Ron Bass i Harley Race. Drużynie Savage’a towarzyszyła jego żona, Miss Elizabeth, zaś drużynie Honky Tonk Mana Bobby Heenan i Jimmy Hart. Beefcake i Hercules rozpoczęli pojedynek, lecz po chwili zmienili się z Dugganem i Racem. Duggan znokautował Race’a poza ringiem i kontynuowali brawl, przez co zostali obaj odliczeni i wyeliminowani, pozostawiając stan czterech na czterech. Beefcake wykonał high knee na Bassie i przypiął, eliminując go z dalszje walki. Kapitan drużyny, The Honky Tonk Man wszedł do ringu i wykonał Shake, Rattle and Roll (swinging neckbraker) na Beefcake'u i wyeliminował go, więc pozostało trzech na trzech. Roberts wymierzył DDT na Davisie i przypiął go, więc w drużynie Honky’ego został tylko on sam i Hercules. Savage wykonał Savage Elbow (diving elbow drop) na Herculesie i przypiął go, zostawiając Honky’ego samego. Będąc zdominowanym przez Savage’a, Robertsa i Steamboata przez kilka minut, Honky’emu został wymierzony atomic drop z górnej liny przez Savage’a, po czym Honky zabrał swój tytuł Intercontinental i wraz z Jimmym Hartem uciekli z ringu, zatem został odliczony i wyeliminowany, przez co Savage, Roberts i Steamboat zostali zwycięzcami.
Następną walką był mecz kobiet, w którym wzięły udział drużyny The Fabolous Moolah (ona sama, Rockin’ Robin, Velvet McIntyre oraz The Jumping Bomb Angels (Itsuki Yamazaki i Noriyo Tateno) kontra WWF Women’s Champion Sensational Sherri, WWF Women’s Tag Team Champions The Glamour Girls (Leilani Kai and Judy Martin), Donna Christianello, and Dawn Marie. McIntyre dokonała pierwszej eliminacji, przypinając Christianello poprzez victory roll. Robin wykonała running crossbody na Marie i przypięła ją, więc w drużynie Sherri zostały tylko trzy zawodniczki. Do ringu weszła kapitanka zespołu, Sherri, i zaatakowała Robin vertical suplexem, a następnie ją wyeliminowała. Glamour Girls wykonały double clothesline na Moolah oraz Judy Martin i przypięły Moolah eliminując ją. McIntyre przypięła Sherri za pomocą victory roll. Leilani Kai weszła do ringu i przypięła McIntyre po electric chair dropie. Yamazaki wykonała diving crossbody z górnej liny na Kai i wyeliminowała ją. Tateno uderzyła flying clotheslinem Martin i przypięła, zdobywając zwycięstwo. Jumping Bomb Angels zostały tymi, które przetrwały z drużyny Moolah.
Trzecią walką był 20-osobowy tag team Survivor Series elimination match. Jeśli jedna osoba z tag teamu zostanie wyeliminowana, jego tag team partner również zostanie wyeliminowany. W meczu brała udział drużyna złożona z WWF Tag Team Championów Strike Force (Tito Santana i Rick Martel), The Young Stallions (Paul Roma i Jim Powers), The Fabulous Rougeaus (Jacques i Raymond Rougeau), The Killer Bees (Jim Brunzell i B. Brian Blair) oraz The British Bulldogs (Davey Boy Smith i Dynamite Kid), a ich przeciwnikami byli The Hart Foundation (Bret Hart i Jim Neidhart), The Islanders (Haku i Tama), Demolition (Ax i Smash), The Bolsheviks (Nikolai Volkoff i Boris Zhukov) oraz The New Dream Team (Greg Valentine i Dino Bravo). Santana wykonał flying forearm smash na Zhukovie i przypiął go, eliminując tym samym Bolsheviks. Jacques próbował uderzyć diving crossbody na Axie, ale chybił i został przez niego przypięty, eliminując Fabulous Rougeaus. Partner Axa, Smash został zdyskwalifikowany, więc Demolition zostało wyeliminowane. Neidhart przypiął Santanę i wyeliminował Strike Force, zaś Haku przypiął Dynamite Kida i wyeliminował British Bulldogs. Następnie Roma wykonał diving sunset flip na Valentine i wyeliminował The New Dream Team. Bret Hart i Jim Brunzell byli następni w ringu. Tama wykonał dropkick na Harcie i Brunzell to wykorzystał, eliminując Hart Foundation. Sędzia zwrócił uwagę na Hartów, którzy zostali wyeliminowani, a w międzyczasie Brian Blair założył maskę i przypiął Tamę za pomocą sunset flipu i wyeliminował Islandersów. W rezultacie, Young Stallions i Killer Bees wygrali mecz i zostali ocaleni w ich drużynie.
Walką wieczoru był Survivor Series elimination match, gdzie André the Giant, One Man Gang, King Kong Bundy, Butch Reed i Rick Rude zmierzyli się WWF Championem Hulkiem Hoganem, Paulem Orndorffem, Donem Muraco, Kenem Paterą, and Bam Bam Bigelowem. Muraco nie był zapowiadany jako członek drużyny Hogana, lecz wziął udział w meczu zastępując przechodzącego na wrestlingową emeryturę Billy’ego Grahama. Hogan wyeliminował Reeda po leg dropie. Patera został wyeliminowany po wykonaniu przez One Man Ganga jego 747 Splashu. Po tym, Orndorff (który został face’em) i Rude zaczęli brawl aby pokazać który psychicznie jest lepszy; Orndorff miał przewagę dopóki Bundy go nie rozproszył, co Rude wykorzystał i przypiął go, eliminując Orndorffa. Muraco (który również został face’em) wszedł do ringu i wykonał powerslam na Ricku Rude, po czym wyeliminował go. One Man Gang wszedł i uderzył Muraco swoim 747 Splashem, a następnie wyeliminował, przez co w drużynie André zostały trzy osoby, a w drużynie Hulka tylko dwie. One Man Gang i Bundy zaczęli dominować nad Bigelowem, a po chwili zmienili się z André. Jednakże, Bigelow uniknął ciosu André i zmienił się z Hoganem. Hogan od razu zaczął zdobywać przewagę nad André i zaczął przygotowywać się do wykonania running elbow smashu, lecz został wyrzucony z ringu przez Bundy’ego. Hogan nie był w stanie wrócić do ringu i został wyliczony. Hogan wrócił do ringu, gdyż nie zgadzał się z opinią sędziego, lecz konferansjer Howard Finkel poinformował publikę, że jeśli Hogan nie opuści ringu, drużynie André zostanie przyznane zwycięstwo. Bigelow został ostatnią osobą z drużyny Hogana i wyeliminował Bundy’ego wykonując Slingshot, a następnie wyeliminował One Man Ganga, gdy ten nie trafił swoim 747 Splashem. Bigelow nie poradził sobie jednak z André, który wykonał butterfly suplex i wygrał mecz. Po walce, Hogan wrócił do ringu i zaatakował André, uderzając go pasem mistrzowskim i wyrzucając go z ringu.

## Wydarzenia po gali
Hulk Hogan i André the Giant kontynuowali swój feud o WWF Championship przez następne miesiące, lecz ich rywalizacja podniosła poprzeczkę gdy Ted DiBiase – który był pierwszorzędnym rywalem Hogana w tamtym okresie – poinformował, że planuje zapłacić Hoganowi za tytuł mistrzowski, co Hogan natychmiastowo odrzucił. Z przewidywaniem fanów o rewanżu André-Hogan, André zaatakował Hogana na Saturday Night’s Main Event, dławiąc mistrza do tego stopnia, że prawie stracił przytomność i krótko po tym, DiBiase poinformował, że z chęcią pomoże André w sprawie wygrania dla niego tytułu. Na pierwszym Royal Rumble 24 stycznia 1988, Hogan i André podpisali kontrakt o rewanż z WrestleManii III. Ich rewanż o tytuł WWF miał miejsce na pierwszej edycji gali The Main Event 5 lutego 1988, gdzie André w kontrowersyjny sposób pokonał Hogana i wygrał WWF Championship. Jednakże, jego panowanie trwało krótko – jego panowanie zostało uznane jako najkrótsze i trwało mniej niż minutę, gdyż sprzedał tytuł DiBiasemu. Prezydent WWF Jack Tunney natychmiastowo zwakował tytuł i nowy mistrz miał zostać wyłoniony w 14-osobowym turnieju na WrestleManii IV. Z pomocą Hogana, Randy Savage pokonał DiBiasego w finale turnieju i zdobył WWF Championship.
Savage kontynuował rywalizację z Honky Tonk Manem o Intercontinental Championship, lecz nie był w stanie zdobyć tytułu. Na jego korzyść, wziął udział w turnieju o WWF Championship na WrestleManii IV i pokonał DiBiasego w finale, zdobywając ów tytuł. Honky zaś pobił rekord w długości panowania jako Intercontinental Champion, posiadając tytuł 454 dni, a stracił go dopiero na pierwszym SummerSlam, gdzie pokonał go The Ultimate Warrior.
WWF Tag Team Champions Strike Force kontynuowało rywalizację z Hart Foundation i skutecznie bronili tytułów, a następnie zaczęli feud z Demolition pod koniec 1987.

## Rezultaty
| Nr                                 | Wyniki | Stypulacje                                                      | Czas  |
| ---------------------------------- | --- | --------------------------------------------------------------- | ----- |
| 1                                  | Randy Savage, Jake Roberts, Ricky Steamboat, Brutus Beefcake i Jim Duggan (w/ Miss Elizabeth) pokonali The Honky Tonk Mana, Herculesa, Danny’ego Davisa, Rona Bassa i Harley Race’a (w/ Bobby Heenan i Jimmy Hart) | Five-on-five Survivor Series elimination matchEliminacje        | 24:00 |
| 2                                  | The Fabulous Moolah, Rockin’ Robin, Velvet McIntyre i The Jumping Bomb Angels (Itsuki Yamazaki i Noriyo Tateno) pokonały Sensational Sherri, The Glamour Girls (Leilani Kai i Judy Martin), Donnę Christianello i Dawn Marie (w/ Jimmy Hart) | Five-on-five Survivor Series elimination matchEliminacje        | 20:00 |
| 3                                  | Strike Force (Tito Santana i Rick Martel), The Young Stallions (Paul Roma i Jim Powers), The Fabulous Rougeaus (Jacques i Raymond Rougeau), The Killer Bees (Jim Brunzell i B. Brian Blair) oraz The British Bulldogs (Davey Boy Smith i Dynamite Kid) pokonali The Hart Foundation (Breta Harta i Jima Neidharta), The Islanders (Haku i Tamę), Demolition (Axa and Smasha), The Bolsheviks (Nikolai Volkoffa i Borisa Zhukova) oraz The Dream Team (Grega Valentine i Dino Bravo) (w/ Johnny Valiant, Slick, Jimmy Hart, Bobby Heenan, and Mr. Fuji) | Twenty-man tag team Survivor Series elimination matchEliminacje | 37:00 |
| 4                                  | André the Giant, One Man Gang, King Kong Bundy, Butch Reed oraz Rick Rude (w/ Bobby Heenan and Slick) pokonali Hulka Hogana, Paula Orndorffa, Dona Muraco, Kena Paterę oraz Bam Bam Bigelowa (w/ Oliver Humperdink) | Five-on-five Survivor Series elimination matchEliminacje        | 22:00 |
| (c) – mistrz/mistrzyni przed walką | |                                                                 |       |

### Rezultaty Survivor Series elimination matchów

#### Survivor Series elimination match #1
| Eliminacja Nr. | Wrestler                                        | Wyeliminowany przez                             | Metoda eliminacji                               | Czas                                            |                                                 |
| -------------- | ----------------------------------------------- | ----------------------------------------------- | ----------------------------------------------- | ----------------------------------------------- | ----------------------------------------------- |
| 1              | Jim Duggan                                      | ˗                                               | Podwójne wyliczenie po brawlu poza ringiem      | 05:00                                           |                                                 |
| 1              | Harley Race                                     | ˗                                               | Podwójne wyliczenie po brawlu poza ringiem      | 05:00                                           |                                                 |
| 3              | Ron Bass                                        | Brutusa Beefcake                                | Przypięty po High Knee                          | 07:00                                           |                                                 |
| 4              | Brutus Beefcake                                 | The Honky Tonk Mana                             | Przypięty po Shake Rattle 'N' Roll              | 11:00                                           |                                                 |
| 5              | Danny Davis                                     | Jake’a Robertsa                                 | Przypięty po DDT                                | 15:00                                           |                                                 |
| 6              | Hercules                                        | Randy’ego Savage’a                              | Przypięty po Savage Elbow                       | 21:00                                           |                                                 |
| 7              | The Honky Tonk Man                              | ˗                                               | Wyliczony po opuszczeniu ringu                  | 24:00                                           |                                                 |
| Ocaleni:       | Randy Savage, Jake Roberts oraz Ricky Steamboat | Randy Savage, Jake Roberts oraz Ricky Steamboat | Randy Savage, Jake Roberts oraz Ricky Steamboat | Randy Savage, Jake Roberts oraz Ricky Steamboat | Randy Savage, Jake Roberts oraz Ricky Steamboat |

#### Survivor Series elimination match #2
| Eliminacja Nr. | Wrestlerka          | Wyeliminowana przez | Metoda eliminacji                               | Czas                |                     |
| -------------- | ------------------- | ------------------- | ----------------------------------------------- | ------------------- | ------------------- |
| 1              | Donna Christianello | Velvet McIntyre     | Przypięta za pomocą Victory Rollu               | 02:00               |                     |
| 2              | Dawn Marie          | Rockin’ Robin       | Przypięta po Running Crossbody                  | 04:00               |                     |
| 3              | Rockin’ Robin       | Sensational Sherri  | Przypięta po Vertical Suplex                    | 07:00               |                     |
| 4              | Fabulous Moolah     | Judy Martin         | Przypięta po Double Clothesline od Kai i Martin | 11:00               |                     |
| 5              | Sensational Sherri  | Velvet McIntyre     | Przypięta za pomocą Victory Roll                | 15:00               |                     |
| 6              | Velvet McIntyre     | Leilani Kai         | Przypięta po Electric Chair Dropie              | 17:00               |                     |
| 7              | Leilani Kai         | Insuki Yamazaki     | Przypięta po Flying Crossbody                   | 19:00               |                     |
| 8              | Judy Martin         | Noriyo Tateno       | Przypięta po Flying Sitout Clothesline          | 20:00               |                     |
| Ocalone:       | Jumping Bomb Angels | Jumping Bomb Angels | Jumping Bomb Angels                             | Jumping Bomb Angels | Jumping Bomb Angels |

#### Survivor Series elimination match #3
| Eliminacja Nr. | Wrestler                      | Wyeliminowany przez           | Metoda eliminacji | Czas                          |                               |
| -------------- | ----------------------------- | ----------------------------- | --- | ----------------------------- | ----------------------------- |
| 1              | Boris Zhukov                  | Tito Santanę                  | Przypięta po Flying Forearmie                                                                                                 | 01:30                         |                               |
| 2              | Jacques Rougeau               | Axa                           | Przypięty po nieudanym Diving Crossbody Jacques’a                                                                             | 06:00                         |                               |
| 3              | Smash                         | –                             | Zdyskwalifikowany za zaatakowanie sędziego                                                                                    | 09:00                         |                               |
| 4              | Tito Santana                  | Jima Neidharta                | Przypięty po tym jak Hart przerwał przypięcie Santany                                                                         | 12:00                         |                               |
| 5              | Dynamite Kid                  | Haku                          | Przypięty po Savate Kick | 20:00                         |                               |
| 6              | Greg Valentine                | Paul Roma                     | Przypięty po Diving Sunset Flipie                                                                                             | 24:00                         |                               |
| 7              | Bret Hart                     | Jima Brunzella                | Przypięty po tym jak Tama znokautował Brunzella, który miał Harta nad jego ramionami i z przewrotem wykonał na nim przypięcie | 31:00                         |                               |
| 8              | Tama                          | B. Briana Blaira              | Przypięty po Sunset Flipie | 37:00                         |                               |
| Ocaleni:       | Killer Bees i Young Stallions | Killer Bees i Young Stallions | Killer Bees i Young Stallions                                                                                                 | Killer Bees i Young Stallions | Killer Bees i Young Stallions |

#### Survivor Series elimination match #4
| Eliminacja Nr. | Wrestler        | Wyeliminowany przez | Metoda eliminacji                                                                | Czas            |                 |
| -------------- | --------------- | ------------------- | -------------------------------------------------------------------------------- | --------------- | --------------- |
| 1              | Butch Reed      | Hulka Hogana        | Przypięty po leg dropie                                                          | 03:00           |                 |
| 2              | Ken Patera      | One Man Ganga       | Przypięty po double clothesline                                                  | 08:00           |                 |
| 3              | Paul Orndorff   | Rick Rude’a         | Przypięty po rollupie po interwencji Bundy’ego                                   | 10:00           |                 |
| 4              | Rick Rude       | Dona Muraco         | Przypięty po powerslamie                                                         | 12:00           |                 |
| 5              | Don Muraco      | One Man Ganga       | Przypięty po 747 Splashu                                                         | 13:00           |                 |
| 6              | Hulk Hogan      | –                   | Wyliczony po tym jak Bundy i One Man Gang przeszkodzili Hoganowi wrócić do ringu | 16:00           |                 |
| 7              | King Kong Bundy | Bam Bam Bigelowa    | Przypięty po Slingshocie                                                         | 18:00           |                 |
| 8              | One Man Gang    | Bam Bam Bigelowa    | Przypięty po nietrafionym własnym 747 Splashu                                    | 21:00           |                 |
| 9              | Bam Bam Bigelow | André the Gianta    | Przypięty po Butterfly Suplexie                                                  | 22:00           |                 |
| Ocalony:       | André the Giant | André the Giant     | André the Giant                                                                  | André the Giant | André the Giant |